# Molophilus arcanus
Molophilus arcanus là một loài ruồi trong họ Limoniidae. Chúng phân bố ở miền Australasia.